# Pigeon à col d'argent
Columba jouyi
Espèce
Statut de conservation UICN

 EX  : Éteint
Le Pigeon à col d'argent (Columba jouyi) est une espèce éteinte d’oiseaux appartenant à la famille des Columbidae.

## Répartition
Il était endémique au Japon où il était présent sur les archipels d'Okinawa, de Kerama et de Daitō. Il a été aperçu pour la dernière fois à Daitō en 1936.

## Taxonomie
Le nom valide complet (avec auteur) de ce taxon est Columba jouyi (Stejneger, 1887).
Ce taxon porte en français le nom vernaculaire ou normalisé suivant : Pigeon à col d'argent.